# Terroranschläge in Brüssel am 22. März 2016

Die Anschlagsorte in Belgien

Die Terroranschläge in Brüssel am 22. März 2016 waren Selbstmordattentate, die am Flughafen Brüssel-Zaventem (Provinz Flämisch-Brabant in Flandern) sowie in der Brüsseler Innenstadt (Region Brüssel-Hauptstadt) verübt wurden. Zu den Anschlägen bekannte sich laut einer ihr nahestehenden sogenannten Nachrichtenagentur die Terrororganisation „Islamischer Staat“ (IS).
Am Morgen des 22. März 2016 sprengten sich zwei Terroristen am Flughafen Brüssel-Zaventem und ein weiterer in der Brüsseler Innenstadt im U-Bahnhof Maalbeek/Maelbeek in die Luft. Letzterer liegt in unmittelbarer Nähe zu Gebäuden einiger EU-Behörden, darunter der Europäischen Kommission. Nach offiziellen Angaben kamen 32 Menschen aus 22 Ländern ums Leben, dazu drei der Attentäter, und mehr als 300 wurden verletzt.

## Tathergang

### Anschlag am Flughafen Brüssel-Zaventem

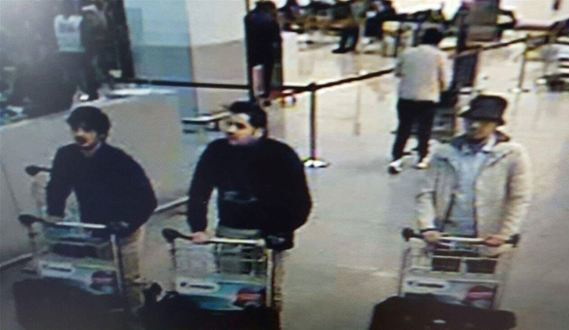
Die Attentäter auf einem Bild einer Überwachungskamera der Flughafenhalle Brüssel-Zaventem: die beiden Selbstmordattentäter Najim Laachraoui (24, links) und Ibrahim El Bakraoui (29, Mitte) sowie Mohamed Abrini (31, rechts mit weißer Jacke und schwarzem Hut)

Am Flughafen Brüssel-Zaventem nahe der belgischen Hauptstadt detonierten gegen 8 Uhr morgens im Abstand von 10 bis 15 Sekunden zwei Sprengsätze in der Abflughalle in der Nähe zweier Abflugschalter. Die Glasfront der Halle ging zu Bruch, Teile der Hallendecke stürzten ein. Später wurden an der Stelle der Explosionen ein AK-47-Sturmgewehr gefunden sowie eine dritte Bombe, die nicht detoniert war. Diese dritte Bombe konnte entschärft werden.
Die belgischen Behörden gaben später bekannt, dass es sich um ein Selbstmordattentat mit Nagelbomben gehandelt habe. Am Flughafen starben mindestens 11 Menschen und 100 wurden verletzt.
Laut Medienberichten hießen die Selbstmordattentäter Ibrahim El Bakraoui und Najim Laachraoui. Nach einem dritten Verdächtigen, der auf Überwachungsvideos mit schwarzem Hut und weißer Jacke zu sehen ist, leiteten die Behörden eine Fahndung ein. Ein zwischenzeitlich Verdächtigter wurde wieder freigelassen. Nach seiner Festnahme am 8. April 2016 gestand Mohamed Abrini, der gesuchte dritte Verdächtige zu sein.

### Anschlag in der U-Bahn-Station Maalbeek/Maelbeek

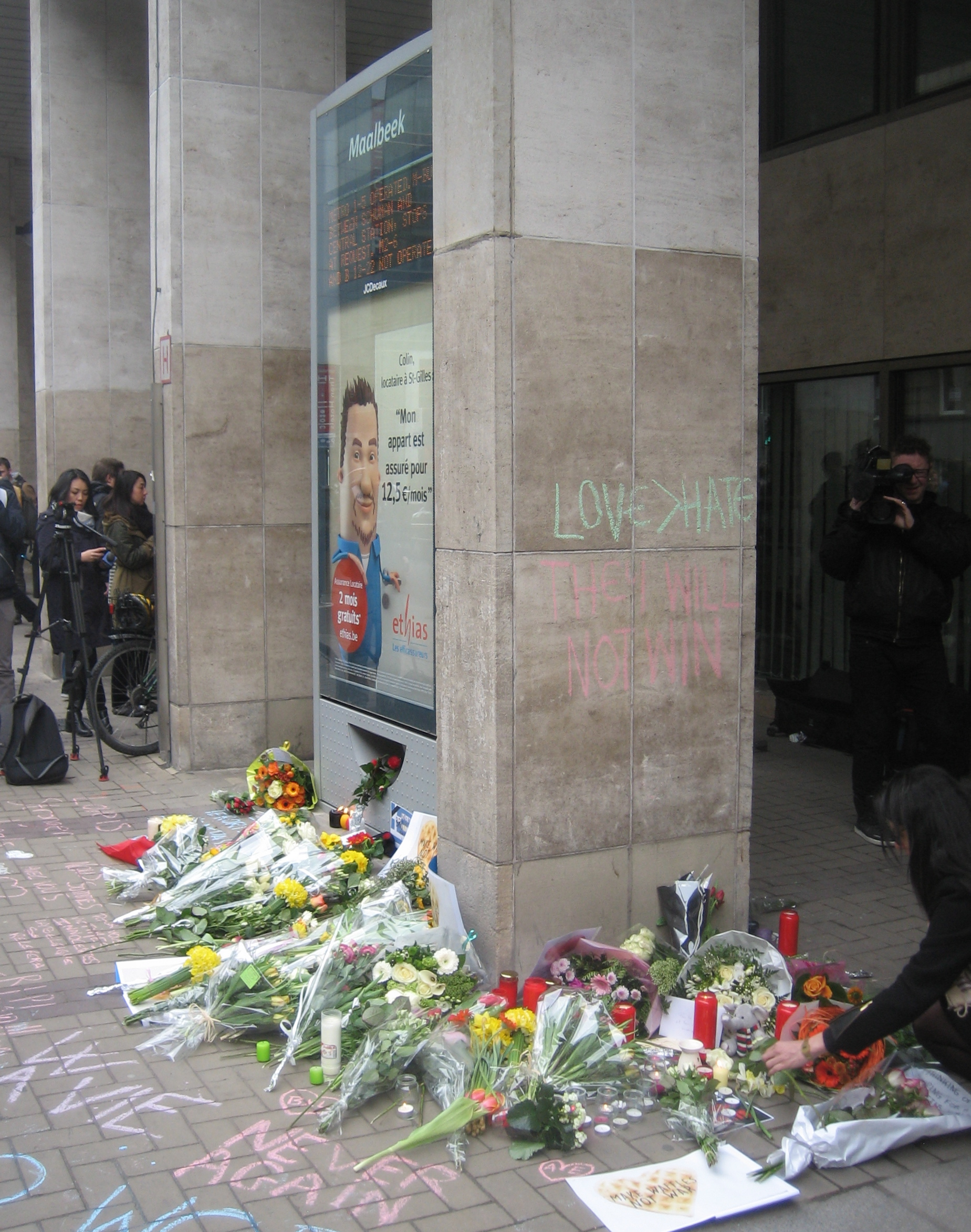
Trauerbekundungen vor dem Eingang zur Station Maalbeek/Maelbeek, zwei Tage nach dem Anschlag

Zu einer weiteren Detonation kam es um 9:11 Uhr Ortszeit in der Station Maalbeek/Maelbeek ⊙ der Metro Brüssel in der Brüsseler Innenstadt, die in unmittelbarer Nähe zur Europäischen Kommission und zum Europäischen Rat liegt. Die Explosion ereignete sich in einem haltenden Metrozug, im mittleren eines aus drei Wagen bestehenden Zuges. Als Attentäter wurde Khalid El Bakraoui identifiziert, sein Bruder Ibrahim El Bakraoui war einer der beiden Attentäter am Flughafen. In der U-Bahn starben sechzehn Menschen und etwa 130 wurden teils schwer verletzt. Unter den Verletzten waren auch drei Mitarbeiter der Europäischen Kommission.
Auch Oussama Krayem sollte sich in dem U-Bahn-Zug in die Luft sprengen, verließ aber El Bakraoui am Eingang der Metrostation Pétillon. Oussama Krayem hatte am Tag zuvor die Rucksäcke in der Brüsseler Innenstadt gekauft, sie wurden in dem Versteck der Flughafen-Attentäter in der rue Max Roos in Schaerbeek gefüllt und Krayem brachte am Abend zuvor beide Rucksäcke einzeln in das Versteck der beiden in der Avenue des Casernes in Etterbeek. Nachdem Krayem El Bakraoui verlassen hatte, nahm dieser irrtümlicherweise erst eine Metro stadtauswärts und wechselte in der Metrostation Beaulieu die Richtung.

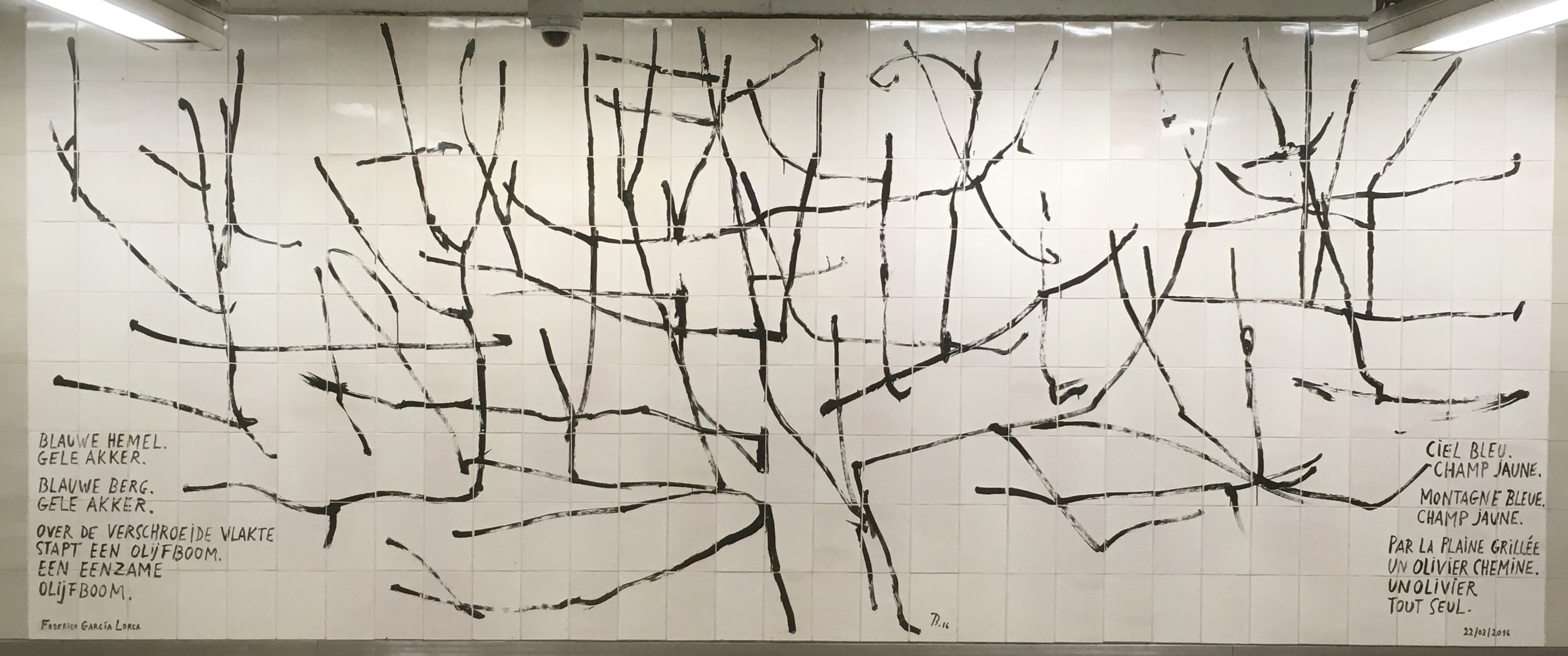
Gedenkwand von Benoît van Innis in der U-Bahn-Station Maelbeek in Brüssel

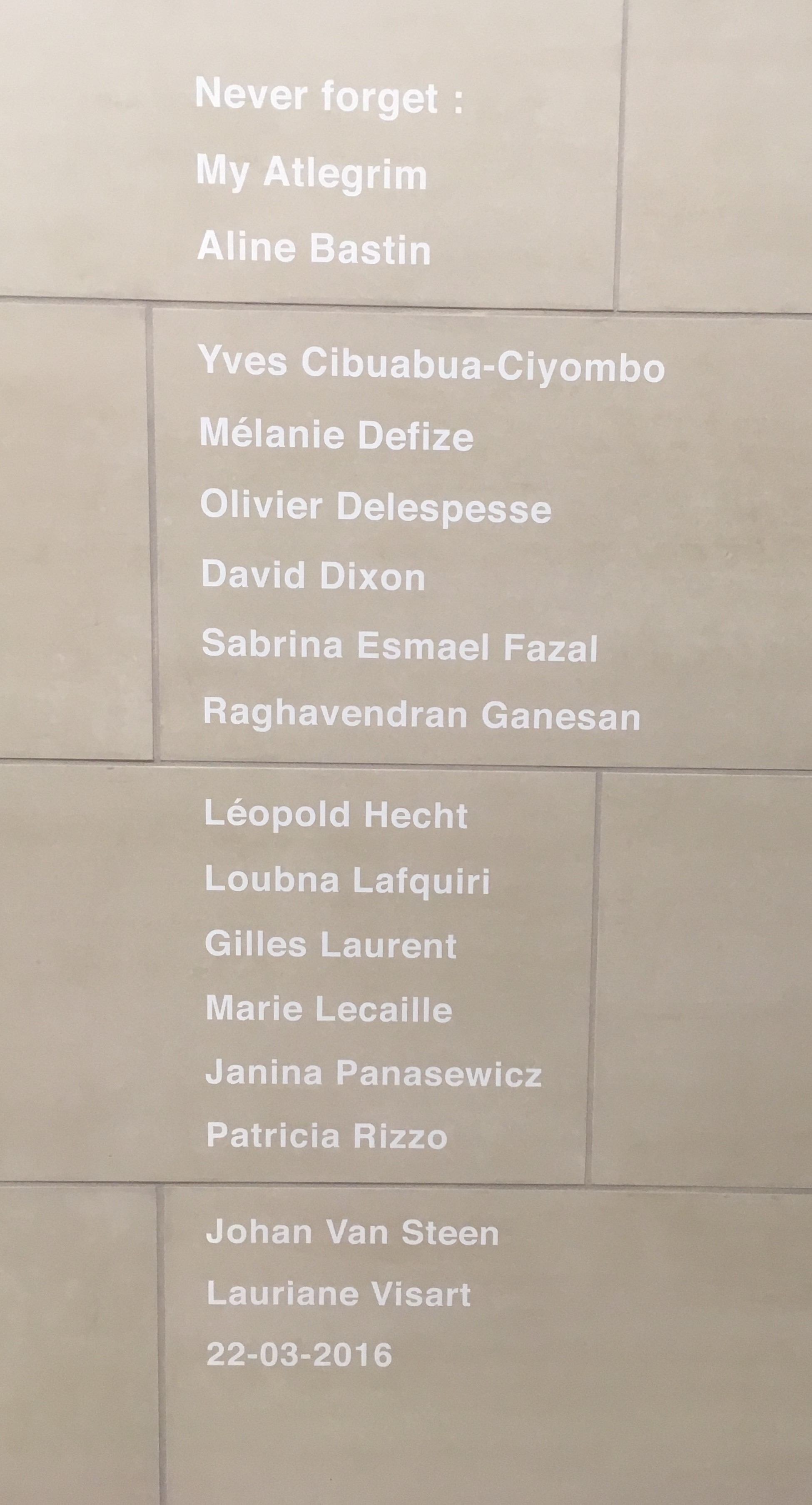
Gedenkliste zur Erinnerung an die 16 Todesopfer in der U-Bahn-Station Maelbeek in Brüssel

### Opferzahlen
Nach offiziellen Angaben starben 32 Opfer der Anschläge, darunter vier, die im Krankenhaus ihren Verletzungen erlagen, sowie die drei Selbstmordattentäter; insgesamt also 35 Menschen. Rund 340 Personen wurden verletzt.
Im Mai 2022, sechs Jahre nach den Anschlägen, beendete eine 23-jährige Belgierin, die als 17-jährige den Terroranschlag im Brüsseler Flughafen miterlebt hatte und dadurch schwer traumatisiert wurde, aufgrund „unerträglichen psychischen Leidens“ mittels Sterbehilfe ihr Leben.

## Fahndung
Zu den Anschlägen bekannte sich laut einer ihr nahestehenden sogenannten Nachrichtenagentur die Terrororganisation „Islamischer Staat“ (IS).
Bei der anschließend eingeleiteten Fahndung fand die Polizei eine weitere Nagelbombe und Chemikalien in einer der durchsuchten Wohnungen in Brüssel; dort wurde eine Flagge des „Islamischen Staates“ (IS) gefunden, die Terrororganisation bekannte sich nach Angaben des IS-Sprachrohrs Amaq am Nachmittag zu den Anschlägen. Auf die Spur der Wohnung der Attentäter kamen die Sicherheitskräfte durch die Aussage des Taxifahrers, der die drei Männer mit ihren großvolumigen Gepäckstücken zum Flughafen gefahren hatte. Ursprünglich planten die Attentäter, mehr Gepäckstücke mitzunehmen.
Nach Angaben des türkischen Staatspräsidenten Erdoğan ist Ibrahim El Bakraoui 2015 aus der Türkei ausgewiesen worden. Die Türkei habe belgische und niederländische Behörden am 14. Juli 2015 vergeblich gewarnt, dass es sich bei dem Mann um einen „ausländischen terroristischen Kämpfer“ handele. Die europäischen Behörden hätten aber „keine Verbindungen zum Terrorismus“ feststellen können. Offenbar soll ein belgischer Polizist in Istanbul wichtige Informationen verschleppt haben. Bereits nach der Terrorserie am 13. November 2015 in Paris habe die türkische Regierung französische Behörden zweimal vor einem der Terroristen gewarnt. Die französischen Behörden hätten darauf nicht reagiert. Der belgische Justizminister Koen Geens räumte Fehler der Sicherheitsbehörden im Umgang mit Informationen über Terroristen ein. Belgien hatte zur Terror- auch eine Regierungskrise. Koen Geens und der belgische Innenminister Jan Jambon boten ihre Rücktritte an. Eine Kommission des Parlaments soll das Versagen der Regierung, der Justiz und der Polizei untersuchen.
Die Athener Polizei warnte bereits im Januar 2015 die belgischen Behörden vor einem islamistischen Terroranschlag auf dem Flughafen von Brüssel. Demnach wurden Pläne in zwei Wohnungen in Athen entdeckt, die von Islamisten angemietet worden waren. Nach den Anschlägen von Paris im November habe sich herausgestellt, dass es sich bei einem der Männer um Abdelhamid Abaaoud gehandelt habe. Abaaoud gilt als Drahtzieher der Pariser Anschläge und wurde wenige Tage nach der Terrorserie bei einem Anti-Terror-Einsatz im Pariser Vorort Saint-Denis getötet.
Ibrahim El Bakraoui befand sich bereits vor den Anschlägen von Paris vom 13. November auf einer Terroristenliste der Vereinigten Staaten. Kurz nach den Anschlägen wurde auch sein jüngerer Bruder Khalid El Bakraoui auf diese Liste gesetzt.
In Deutschland nahm die Polizei zwei Männer fest, in Gießen und im Raum Düsseldorf, die zum Umfeld der Brüssel-Attentäter gehören könnten.
Am 8. April 2016 wurde Mohamed Abrini zusammen mit fünf weiteren Personen von der belgischen Polizei in der Brüssler Gemeinde Anderlecht verhaftet. Vier der Verhafteten wird vorgeworfen, an Terroranschlägen mit islamistischem Hintergrund beteiligt gewesen zu sein. Nach seiner Verhaftung gab Abrini an, der gesuchte „Mann mit dem Hut“ vom Brüsseler Flughafen zu sein.

### Hintergrund zu den Selbstmordattentätern
Am 13. November 2015 war es in Paris zu Terroranschlägen gekommen.
Salah Abdeslam, häufig als Logistiker der Pariser Terroranschläge bezeichnet, wurde wenige Tage vor den Anschlägen in Brüssel bei einer Razzia der belgischen Polizei in der Gemeinde Molenbeek-Saint-Jean/Sint-Jans-Molenbeek festgenommen.
Bei den Attentätern von Brüssel handelte es sich um Mitglieder ebendieser Terrorzelle. Einige Medien spekulierten über eine mögliche Racheaktion der Terroristen. Am folgenden Mittwoch wurde in der Gemeinde Schaerbeek/Schaarbeek in einem Mülleimer ein Notebook mit einem Audio-Testament von Ibrahim El Bakraoui gefunden, in welchem dieser die Terroranschläge unter anderem mit dem gestiegenen Fahndungsdruck begründet. Nach Angaben der Brüsseler Staatsanwaltschaft war ein erneuter Anschlag in Paris geplant, aufgrund der Fortschritte bei den Ermittlungen hätten sich die Terroristen kurzfristig umentschieden.
Najim Laachraoui, einer der Attentäter vom Flughafen, soll am Bau der Bomben für die Pariser Attentate beteiligt gewesen sein.
- Ibrahim El Bakraoui war ein verurteilter gewalttätiger Räuber. 2010 war er zu zehn Jahren Haft verurteilt worden, weil er nach einem versuchten Raub auf Polizisten geschossen hatte. Aus der Haft wurde er frühzeitig auf Bewährung entlassen. Er verschwand, nachdem er gegen Bewährungsauflagen verstoßen hatte.[36]
- Khalid El Bakraoui hat sich den Ermittlungen zufolge am 22. März in einem Zug in Brüssel in die Luft gesprengt. Wegen mehrfachen Autodiebstahls war er 2011 zu fünf Jahren Haft verurteilt worden, hatte sich der Strafe aber entzogen. Er steht im Verdacht, die Wohnung des Paris-Attentäters Salah Abdeslam angemietet zu haben.[36]
- Najim Laachraoui hatte Verbindungen zu den Pariser Attentaten. Auf einem Sprenggürtel, der in Paris verwendet wurde, waren DNA-Spuren von ihm zu finden. Laachraoui scheint nach Angaben eines Fernsehsenders fünf Jahre lang auf dem Brüsseler Flughafen gearbeitet zu haben. Laut Angaben des Senders hätten Laachraoui und andere einen geheimen Gebetsraum auf dem Flughafen eingerichtet.[37]

## Prozess
Am dritten Jahrestag der Anschläge kündigte die belgische Justiz an, dass der Prozess im Jahr 2020 beginnen solle und auf mindestens sechs Monate ausgelegt werde. Da bei dem Prozess etwa 600 Nebenkläger beteiligt sein sollten, und etwa tausend Zuschauerplätze benötigt wurden, fand der Prozess nicht im Brüsseler Justizpalast statt, sondern wurde in das alte NATO-Hauptquartier in Evere ausgelagert.
Im Februar 2020 gab die belgische Staatsanwaltschaft bekannt, dass sie Anklage gegen dreizehn Personen erhebe, von denen die meisten in Untersuchungshaft saßen:
- Salah Abdeslam wurde zwar vier Tage vor den Attentaten am 18. März wegen der Beteiligung an den Terroranschlägen am 13. November 2015 in Paris in Molenbeek in der Rue de Quatre-Vents verhaftet, war aber Teil der Terrorzelle.
- Mohamed Abrini als „Mann mit dem Hut“ von dem Fahndungsfoto auf den Flughafen von Zaventem vom 22. März bekannt, ließ am Flughafen seinen mit einem Sprengsatz gefüllten Koffer zurück, der nicht zündete. Er wurde am 8. April 2016 in der Wohnung von El Makhoukhi verhaftet.
 In der Zeit vor den Anschlägen befand er sich in Begleitung von Salah Abdeslam. Abrini war ein Kleinkrimineller, der dutzende Male vor Gericht stand und verurteilt wurde.
- Oussama Atar ist ein Neffe der El Bakraoui-Brüder und soll in Syrien für den Islamischen Staat im „Geheimdienst“ eine wichtige Rolle gespielt haben. Er gilt als Initiator und Organisator der Anschläge vom 13. November 2015 in Paris und der Anschläge vom 22. März 2016 in Brüssel, ebenso für den Anschlag im Thalys-Zug 9364 am 21. August 2015, den fehlgeschlagenen Anschlag auf eine katholische Kirche am 19. April 2015 in französischen Villejuif und den vereitelten Terroranschlag im belgischen Verviers im Januar 2015. Atar ist auf der Flucht, möglicherweise aber in Syrien ums Leben gekommen.
- Sofien Ayari (alias Amine Choukri und Monir Ahmed Alaaj) wurde zusammen mit Salah Abdeslam bereits am 18. März 2016 verhaftet, war aber ebenso Mitglied der Terrorzelle. Gilt als der Bombenbauer, auch für die Anschläge von Paris vom 13. November 2015, an dem Tag fuhr er mit Oussama Krayem zum Flughafen Schiphol, dann nach Paris.
- Youssef El Ajmi ist ein Jugendfreund von Khalid El Bakraoui und Ali Haddad Asufi und verkehrte regelmäßig im Versteck von Khalid El Bakraoui in Etterbeek. Zudem arbeitete er am Flughafen in Zaventem und lieferte Informationen zu den Abflügen, da mit dem Anschlag dort vor allem Amerikaner getroffen werden sollten.
- Bilal El Makhoukhi (28 Jahre) hielt Abrini und Krayem in seinem Apartment in der rue du Tivoli/Tivolistraat in Laeken versteckt, wo sie am 8. April 2016 verhaftet wurden. Er war bereits 2015 im Rahmen des Prozesses gegen die Mitglieder von Sharia4Belgium verurteilt worden. Außerdem konnten seine Fingerabdrücke auf einer Batterieverpackung sichergestellt werden, die mit den Sprengsätzen am Flughafen in Verbindung gebracht wird.
- Smaïl Farisi war der Mieter des Appartements in Etterbeek, das er ab Oktober Khalid El Bakraoui und Krayem zur Vorbereitung auf die Attentate und als Versteck zur Verfügung stellte, und das er nach den Anschlägen mit seinem Bruder Ibrahim entleerte und renovierte.
- Ali Haddad Asufi half Khalid El Bakraoui im Oktober 2015 beim Einzug in das Versteck in Etterbeek und war auch später regelmäßig dort.
- Oussama Krayem wurde in der Metrostation Pétillon zusammen mit dem Attentäter Khalid El Bakraoui gefilmt, rückte aber von seinem Plan im letzten Augenblick ab und entsorgte seinen Sprengsatz im Ausguss in seinem Versteck in Etterbeek. Er flüchtete zunächst zu Bayingana Muhirwa. Am 8. April 2016 wurde er mit anderen in der Wohnung von El Makhoukhi verhaftet.
 Er war auch an den Terroranschlägen am 13. November 2015 in Paris beteiligt und steht deswegen auch in Frankreich unter Anklage. Zudem wurde er identifiziert als Mittäter bei der Hinrichtung eines jordanischen Kampfpiloten durch den „Islamischen Staat“, der im Januar 2015 lebend in einem Käfig verbrannt wurde. Krayem ist schwedischer Staatsangehöriger syrischer Abstammung und gelangte im September 2015 mit Sofien Ayari während der Flüchtlingskrise über die Balkanroute nach Deutschland, wo er am 3. Oktober 2015 von Salah Abdeslam abgeholt wurde.[14]
- Hervé Bayingana Muhirwa (32 Jahre) aus Ruanda, Unterstützer, mit Krayem, Abrini und El Makhoukhi am 8. April 2016 festgenommen.
- Brahim Tabich war Eigentümer eines kleinen Heimwerkermarktes in der Avenue de Stalingrad/Stalingradlaan im Stadtzentrum und verkaufte den Attentätern Material für deren Sprengsätze.

Am 15. September 2023 wurden drei Angeklagte zu lebenslangen, andere zu langjährigen Strafen verurteilt. Gegen Salah Abdeslam wurde keine weitere Strafe verhängt, da er bereits in anderen Prozessen in Belgien zu 20 Jahren und in Frankreich zu lebenslang verurteilt worden war.

## Nach dem Anschlag

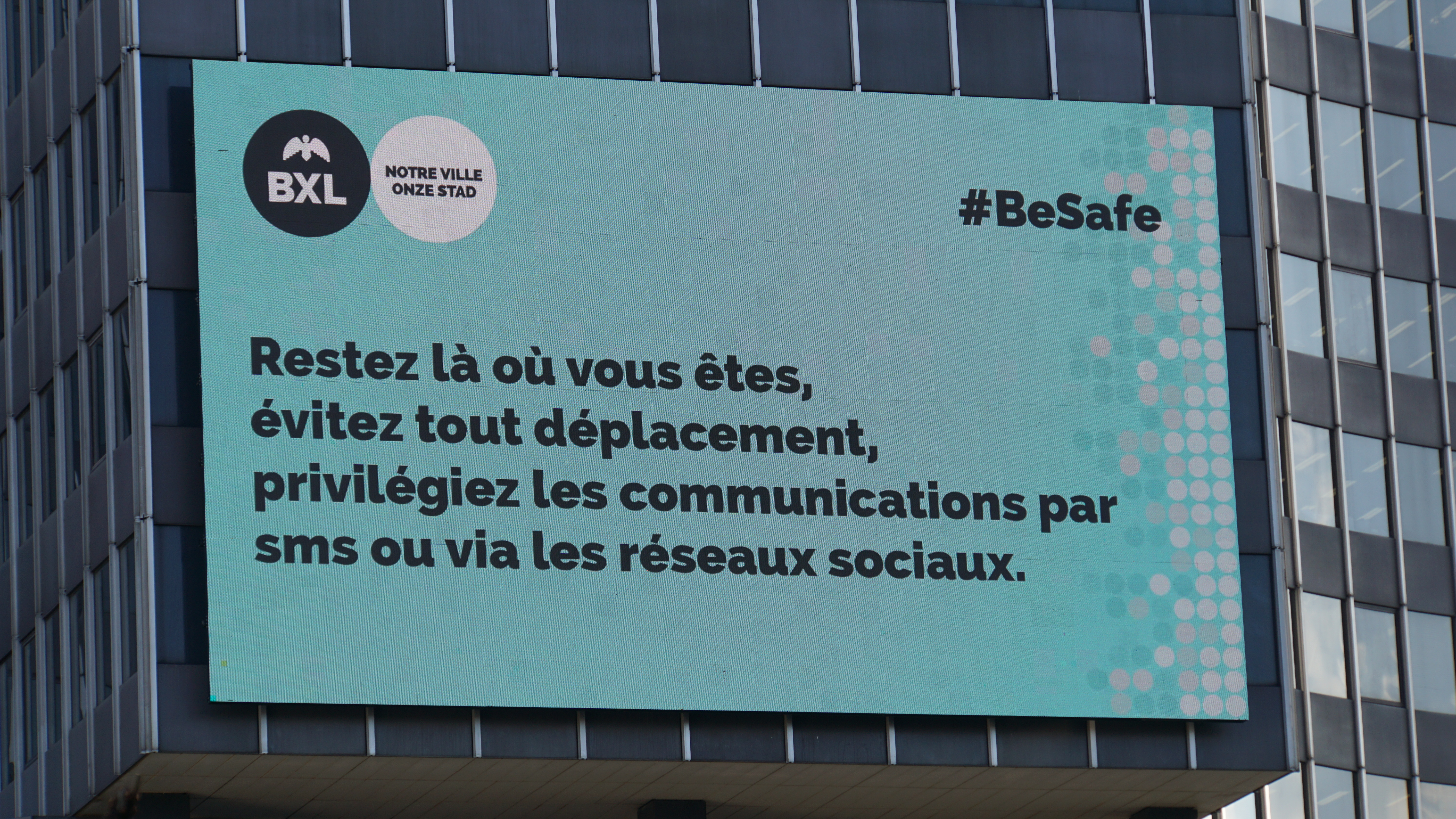
Digitale französischsprachige Werbetafel: „Bleiben Sie dort, wo Sie sind, vermeiden Sie jede Fortbewegung, nutzen Sie bevorzugt SMS oder soziale Netzwerke.“

Nach den Anschlägen rief die belgische Föderalregierung die höchste Terrorwarnstufe (Stufe 4) aus. Premierminister Charles Michel berief den nationalen Sicherheitsrat (Conseil national de sécurité) ein.
Der öffentliche Nahverkehr wurde eingestellt, die meisten Flüge gestrichen oder umgeleitet. Der Flughafen blieb bis zum 2. April 2016 geschlossen und begann dann wieder einen eingeschränkten und stark abgesicherten Betrieb. Der internationale Zugverkehr von und nach Belgien wurde eingestellt.
Die deutsche Bundespolizei erhöhte Sicherheitsvorkehrungen an den Grenzen zu Belgien, Frankreich, den Niederlanden und Luxemburg.
In den belgischen Atomkraftwerken Tihange und Doel wurden nach den Anschlägen „alle für den Betrieb nicht unbedingt notwendigen Mitarbeiter zunächst gebeten, nach Hause zu gehen“, gab die Betreiberfirma Electrabel (ein 100-prozentiges Tochterunternehmen von Engie) bekannt. Einen Tag zuvor wurde bekannt, dass die beiden Atomkraftwerke ab sofort vom belgischen Militär überwacht werden. Rund die Hälfte der insgesamt gut 2000 Mitarbeiter sind Angestellte von Subunternehmen. 2014 war bekannt geworden, dass der in Syrien getötete Ilyass Boughalab, Mitglied in der radikal-islamischen Organisation Sharia4Belgium und IS-Terrorist, von 2009 bis 2012 für eine Subunternehmerfirma im sensibelsten Bereich des Atomkraftwerks Doel gearbeitet hatte. 2014 gab es eine Sabotageaktion im Atomkraftwerk Doel, die nie aufgeklärt wurde.
Das Studienzentrum für Kernenergie (SCK-CEN) in Mol wurde verstärkt überwacht. Die Brüder Bakraoui forschten die Wohnung des Leiters der Einrichtung mit einer Videokamera aus. Unter anderem wird vermutet, dass von ihm radioaktives Material für eine sogenannte Schmutzige Bombe erpresst werden sollte. Das belgische Nuklearforschungszentrum SCK-CEN ist einer der weltweit größten Hersteller von radioaktiven Isotopen. Die Videoaufnahmen wurden im Dezember 2015 bei einem der Verdächtigen der Pariser Terrorserie am 13. November 2015, Mohamed Bakkali, sichergestellt.

## Solidaritätsbekundungen
Die EU-Staats- und -Regierungschefs veröffentlichten wenige Stunden nach den Anschlägen eine gemeinsame Erklärung, in der betont wurde, die Anschläge verstärkten noch die Entschlossenheit, mit der man die europäischen Werte verteidigen werde.
In Deutschland ordnete das Bundesministerium des Innern für den 23. März 2016 für alle Bundesbehörden Trauerbeflaggung an.
Die Staats- und Regierungschefs der 28 EU-Staaten sicherten Belgien die Solidarität zu, auch der Präsident der Vereinigten Staaten Barack Obama, Russlands Präsident Wladimir Putin und weitere Staatsoberhäupter bekundeten ihr Beileid zu den Anschlägen.
Neben Solidaritätsbekundungen privater Natur hatten einige öffentlichen Charakter: Weltweit wurden markante Gebäude in den Farben der Flagge Belgiens illuminiert, darunter der Eiffelturm in Paris, das Brandenburger Tor in Berlin, das Neue Schloss in Stuttgart, das Rathaus in Lissabon, der Burj Khalifa in Dubai, der auch mit den Farben der europäischen Flagge angestrahlt wurde, das ADNOC Headquarters in Abu Dhabi, der königliche Palast in Amsterdam, das Nagyerdei-Stadion in der ungarischen Stadt Debrecen, das Senatsgebäude in Mexiko-Stadt, der Senatorenpalast und Trevi-Brunnen in Rom, der Trafalgar Square und das London Eye in London.

In den belgischen Nationalfarben erleuchtete Objekte
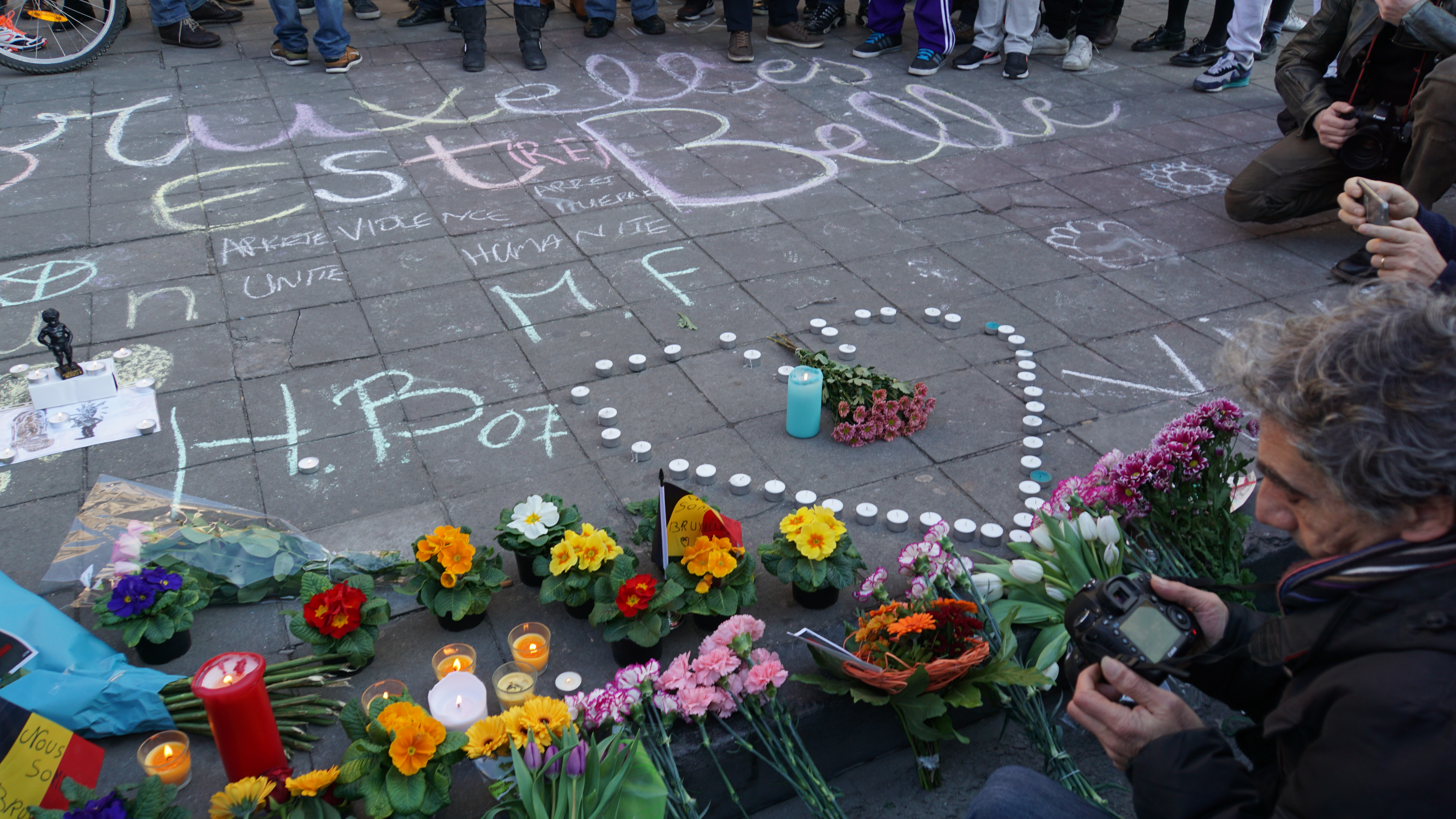
Gedenken am Börsenplatz in Brüssel
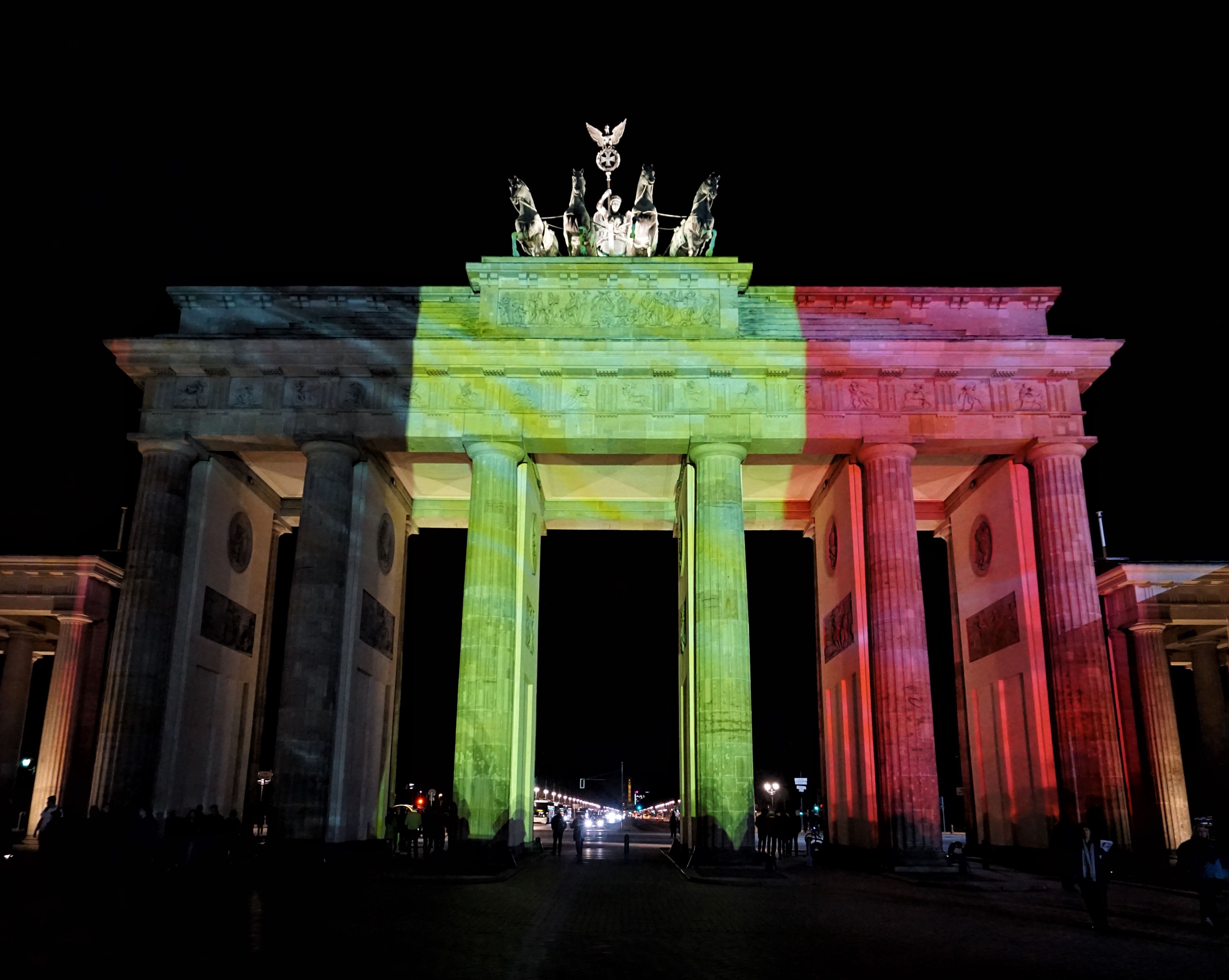
Brandenburger Tor, Berlin
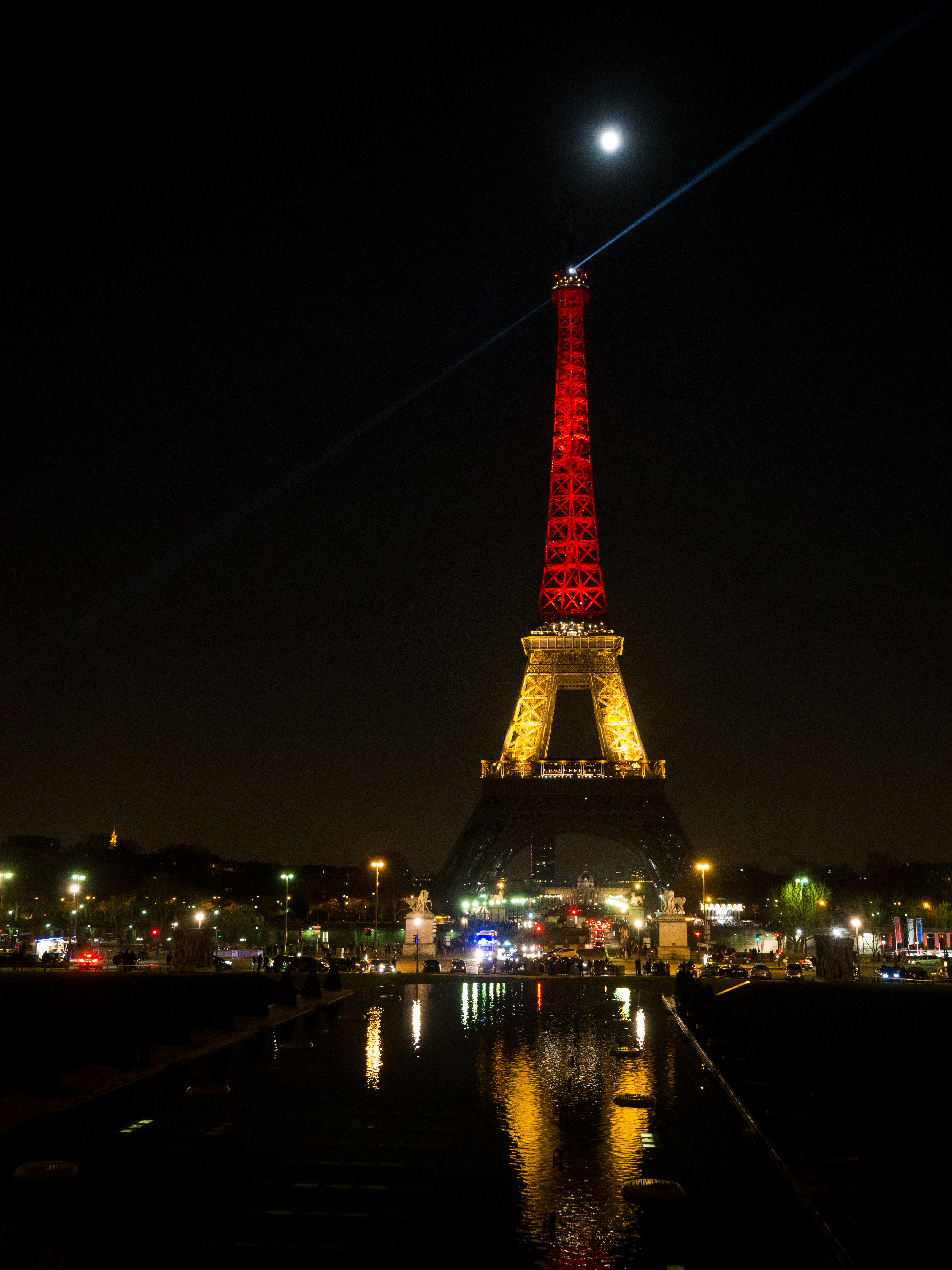
Eiffelturm, Paris
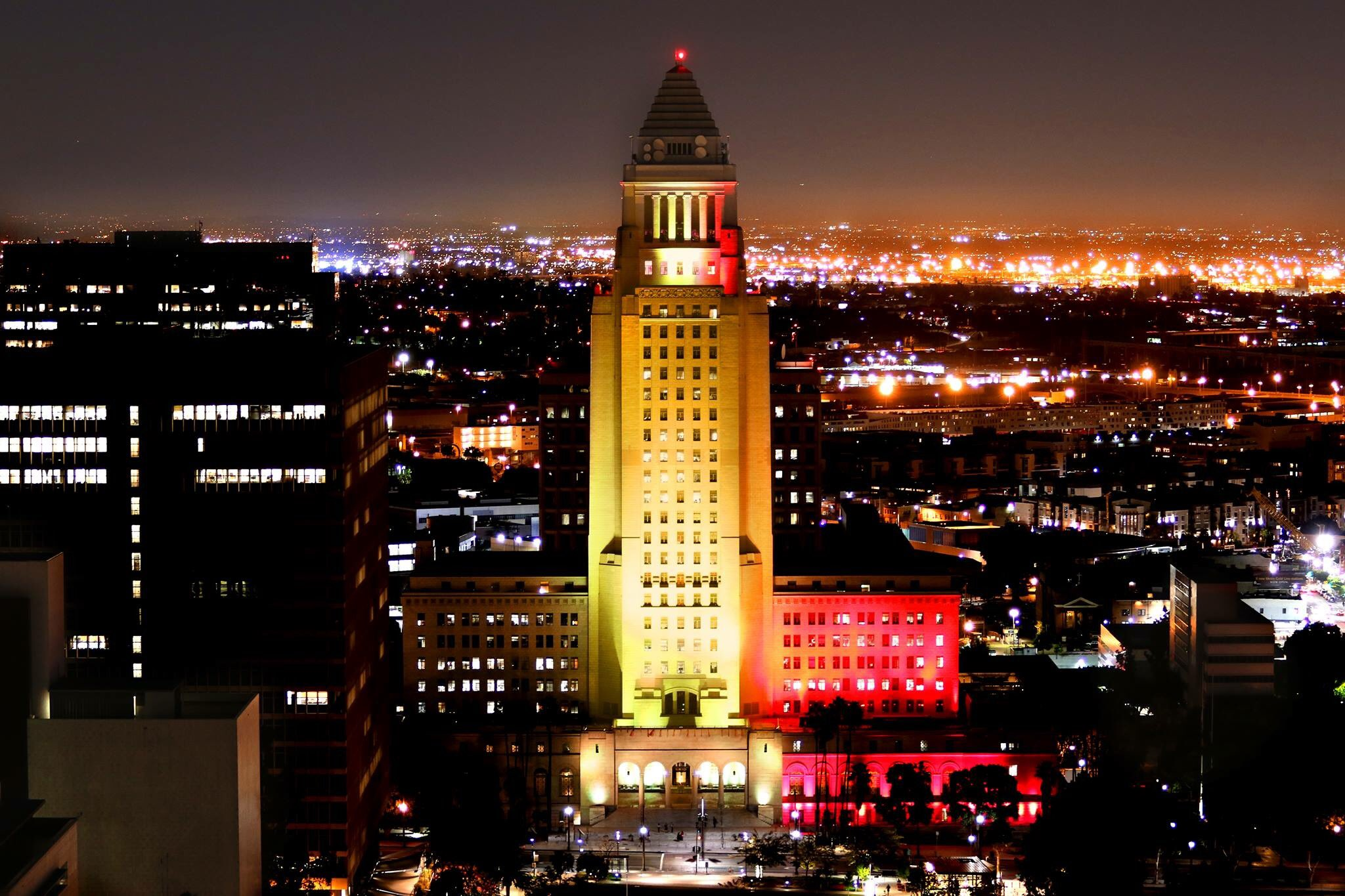
Los Angeles City Hall, Los Angeles
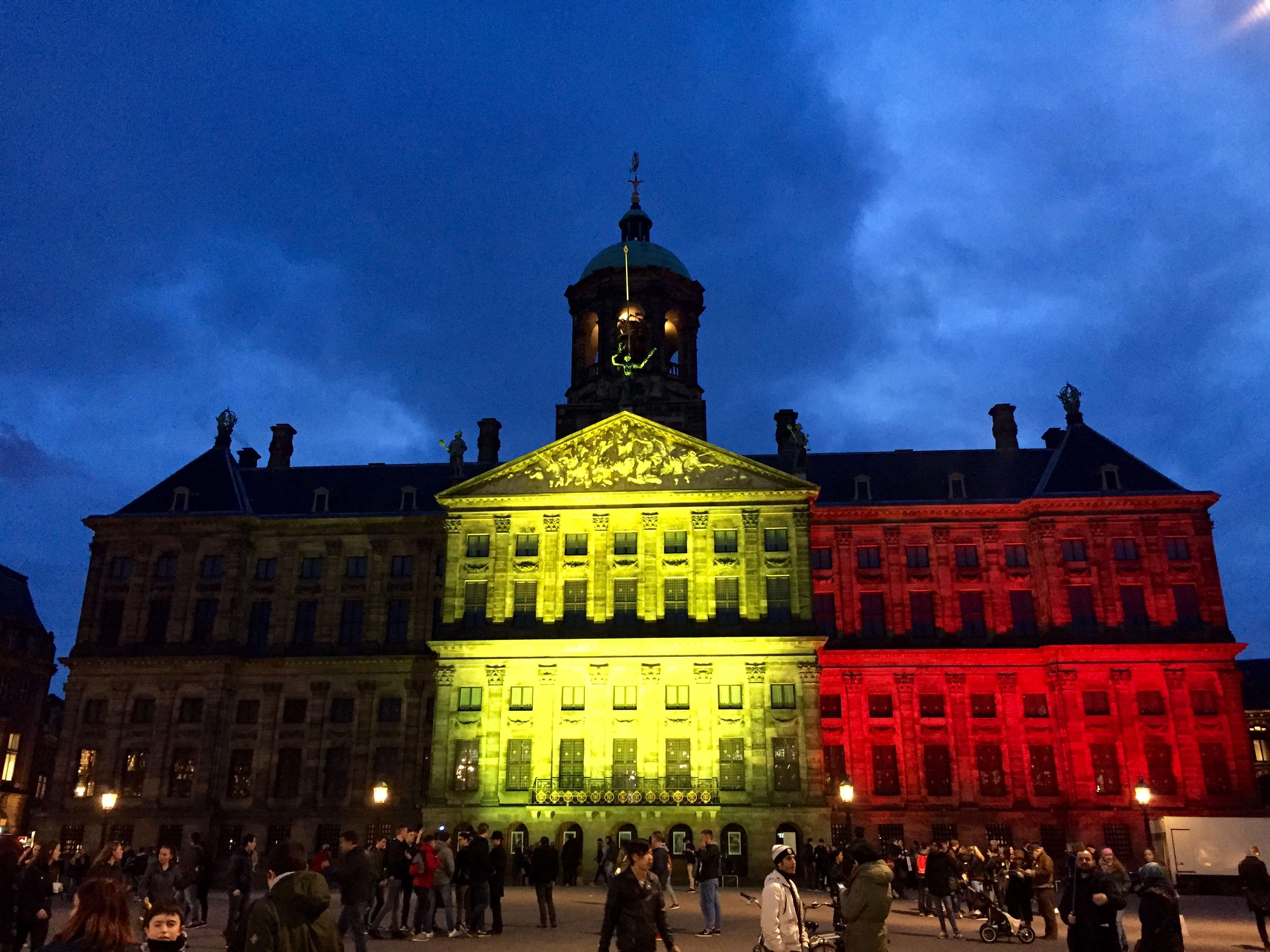
Paleis op de Dam, Amsterdam

## Gedenkstätten
In den Tagen nach den Attentaten entstanden einzelne spontane Erinnerungswände und Plätze, an denen Blumen niedergelegt und Notizen angebracht wurden. Eine Erinnerungstafel befand sich an der Metrostation Maelbeek, eine weitere, größere, an der Börse in der Innenstadt. Diese wurde zunehmend zum Zielpunkt des schweigenden Gedenkens und blieb es über zwei Monate. Neben unzähligen Kreidenotizen und Plakaten wurden auch Alltagsgegenstände und kleinere Kuscheltiere abgelegt, an der Börse wurden zahlreiche Fahnen aufgehängt. Dieses wurde anschließend größtenteils von der Stadt Brüssel katalogisiert und archiviert.

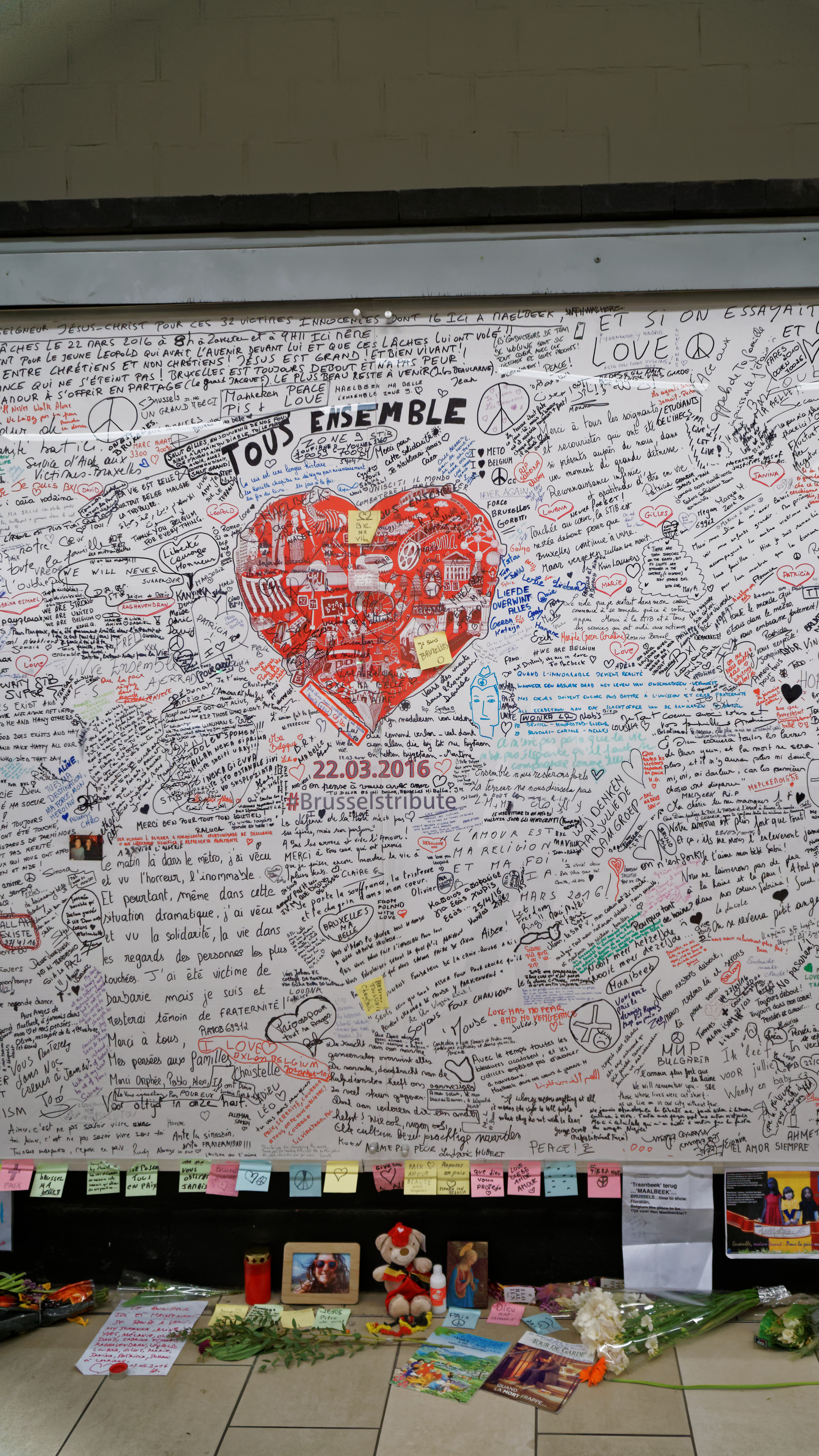
Wand mit persönlichen Nachrichten in der Metrostation Maelbeek
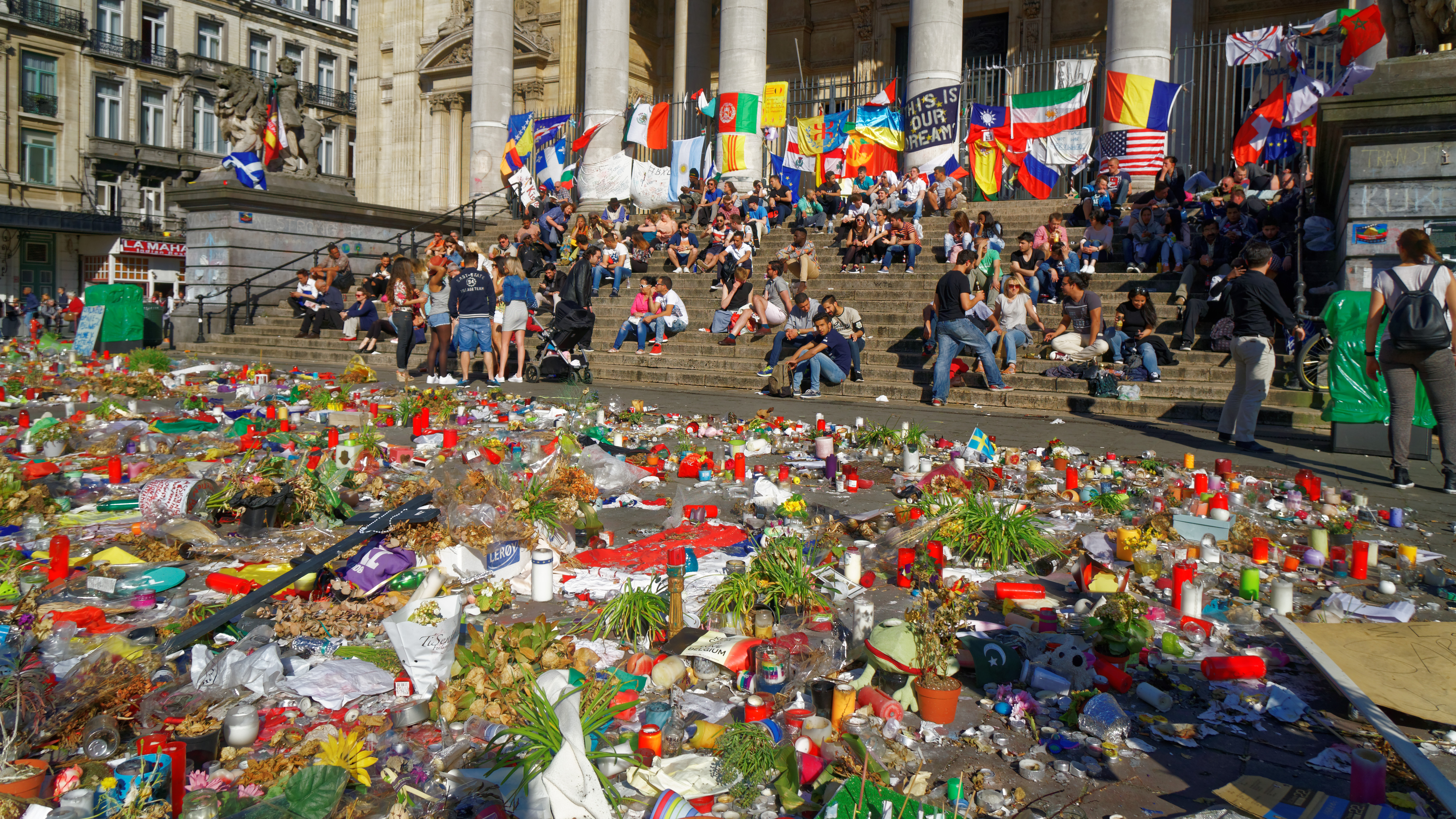
Die spontane Gedenkstätte vor der Brüsseler Börse

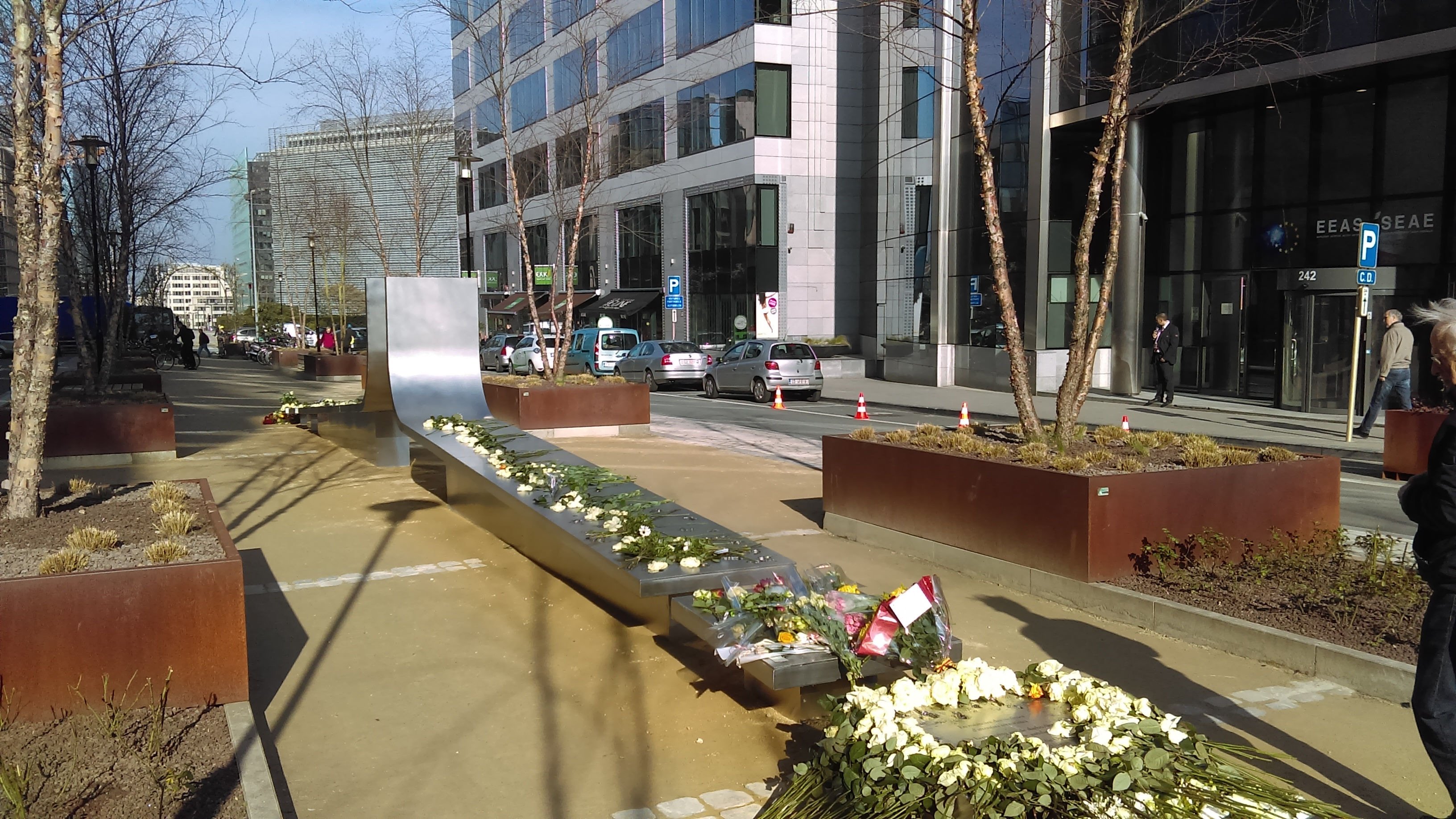
Zentrale Gedenkstätte im Europaviertel in Brüssel, rechts das Europäische Außenamt, im Hintergrund das Berlaymont-Gebäude der Europäischen Kommission

Als erste offizielle Gedenkstätte wurde auf Initiative marokkanischer Bürger der Gemeinde Molenbeek von Mustapha Zoufri ein Monument auf dem Platz vor dem Rathaus errichtet, genannt „The Flame of Hope“. Dies geschah jedoch weitgehend unbeachtet von Öffentlichkeit und Medien und als Erinnerung sowohl an die Brüsseler Terroranschläge, als auch an die von Paris vom 13. November 2015.
Zum ersten Jahrestag der Anschläge wurde 2016 in der wiedereröffneten U-Bahn-Station eine Gedenkwand eingeweiht. Diese wurde von dem Künstler Benoît Van Innis gestaltet, der auch die U-Bahn-Station gestaltet hat. Am dritten Jahrestag 2018 wurde daneben eine Gedenkliste mit den Namen der sechzehn Todesopfer enthüllt.
Die zentrale Gedenkstelle für beide Anschläge wurde am ersten Jahrestag 2017 eingeweiht, dort finden seither die Trauerbekundungen an den Jahrestagen statt. Sie befindet sich im Europaviertel gut 500 Meter entfernt in der Rue de la Loi/Wetstraat neben dem Sitz des Europäischen Außenamts, zwischen dem Rond-Point Robert Schuman/Robert Schumanplein und dem Parc du Cinquantenaire/Jubelpark. Nach einer öffentlichen Ausschreibung wurde die Gedenkstätte von Jean-Henri Compere gestaltet: Zwei 20 Meter lange horizontale Platten laufen aufeinander zu, und biegen kurz vor dem Zusammentreffen nach oben, himmelwärts, mit der Bezeichnung „Wounded But Still Standing in Front of the Inconceivable“.
Ein weiterer, abgelegener Gedenkort ist ein mit 32 Birken im Kreis bepflanzter Platz im Forêt de Soignes/Zoniënwoud am Drève de l’Infante/Drève de l’Infante in der Brüsseler Gemeinde Uccle/Ukkel als „Platz der Stille und Meditation“. Innerhalb des Birkenkreises findet sich eine kreisförmige runde Sitzbank aus 32 Blöcken aus belgischem Pierre bleue (bläulicher Kalkstein). Gegen den umgebenden Wald sind die Birken durch einen kleinen Graben abgetrennt. Die Familie eines Opfers hatte vorgeschlagen, einen Baum als Erinnerung an die Opfer zu pflanzen, woraufhin die regionale Umweltbehörde den Meditationsplatz nach einem Entwurf von Bas Smets zum ersten Jahrestag anlegte. Die Birken wurden als Zeichen der Jugend und der Wiedergeburt ausgewählt.
Ein kleiner Gedenkort wurde bereits drei Monate nach den Anschlägen im Juni 2016 im Park Jardin Jean-Félix Hap/Jean-Félix Hap tuin in der Brüsseler Gemeinde Etterbeek eingeweiht, bestehend aus einer schwarzen Erinnerungstafel und einem Baum.

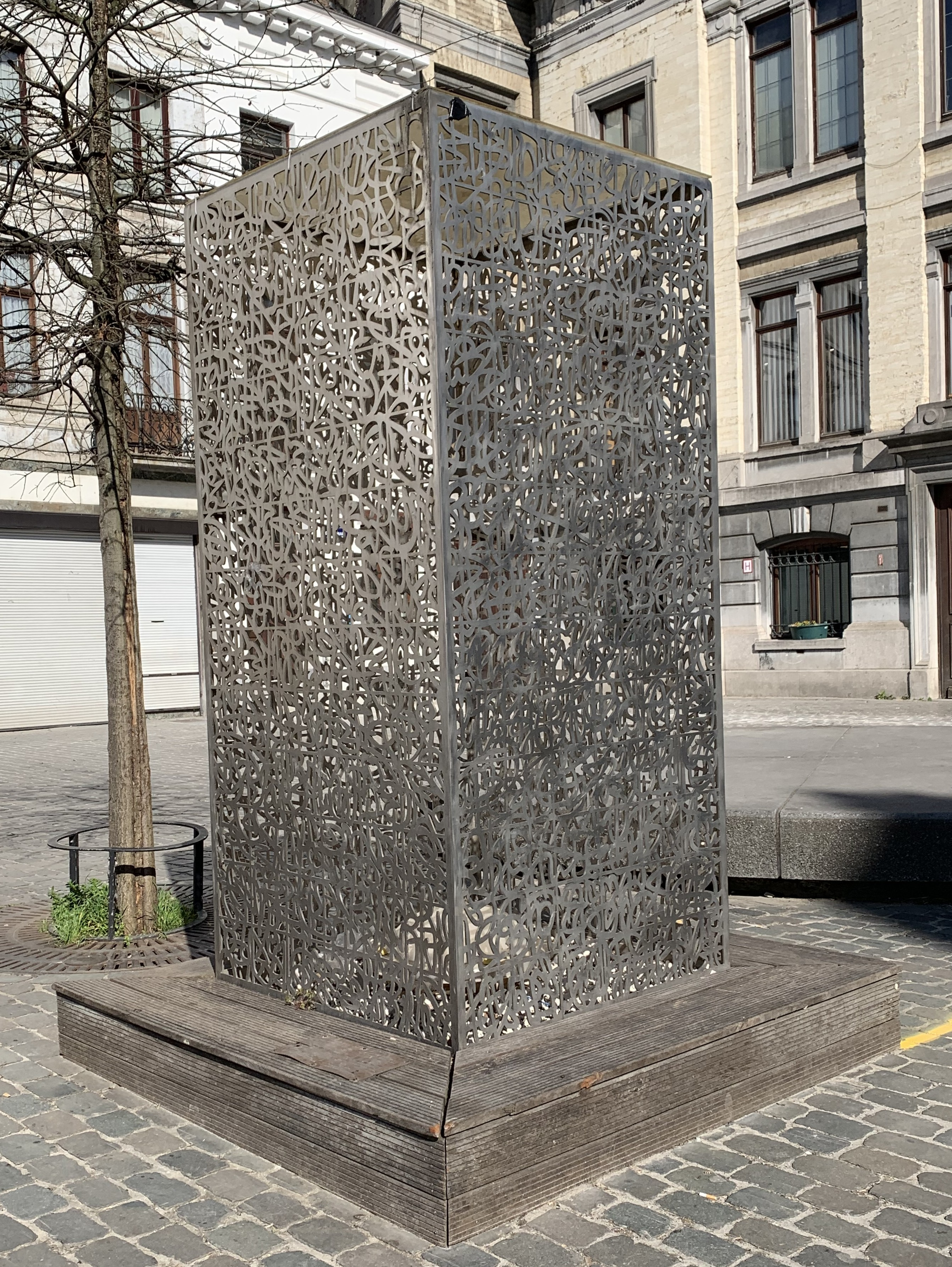
Die „Flamme der Hoffnung“ auf dem Rathausplatz von Molenbeek
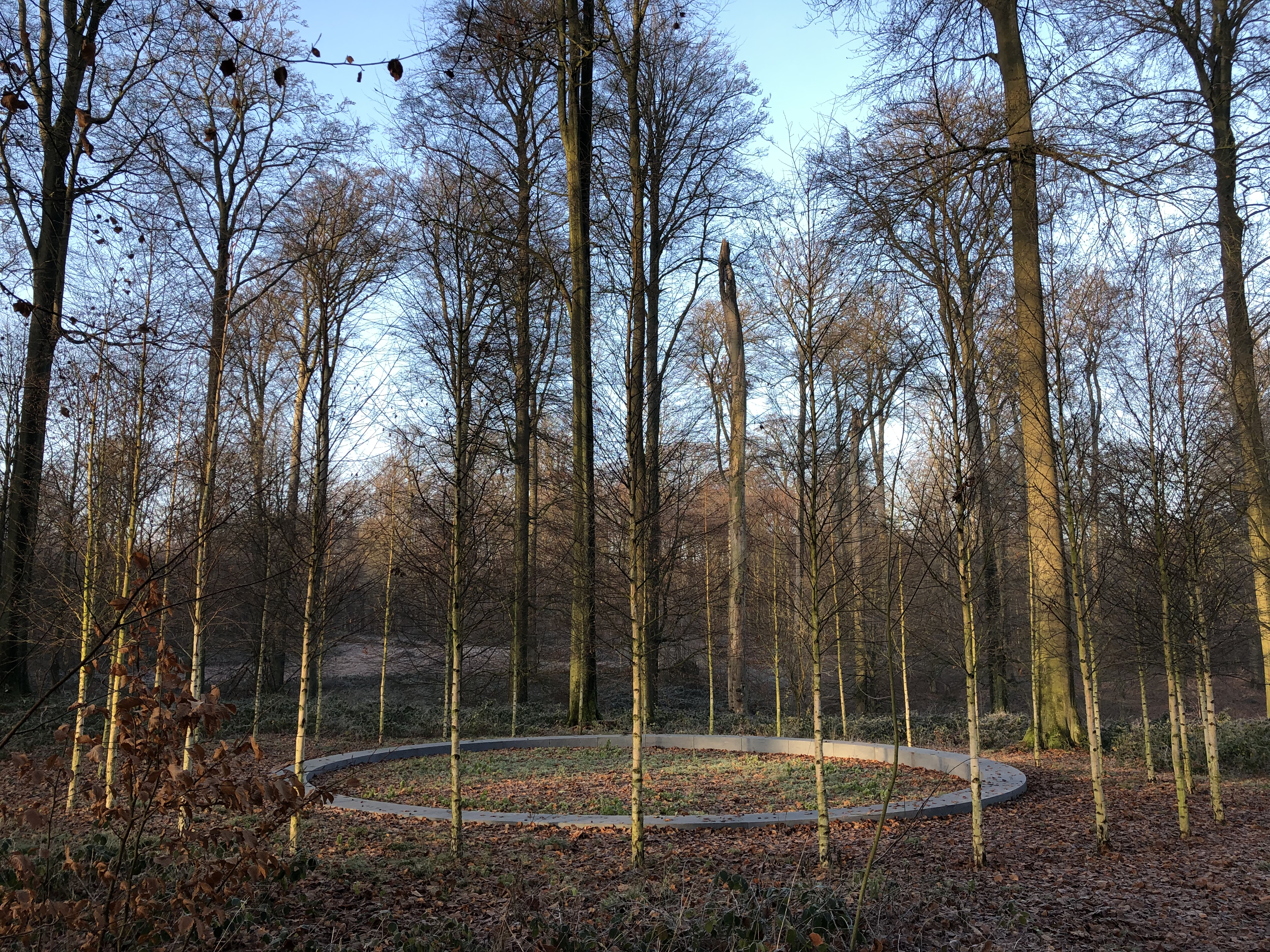
Birkenkreis im Forêt de Soignes/Zoniënwoud in Brüssel als Platz der Stille und Meditation
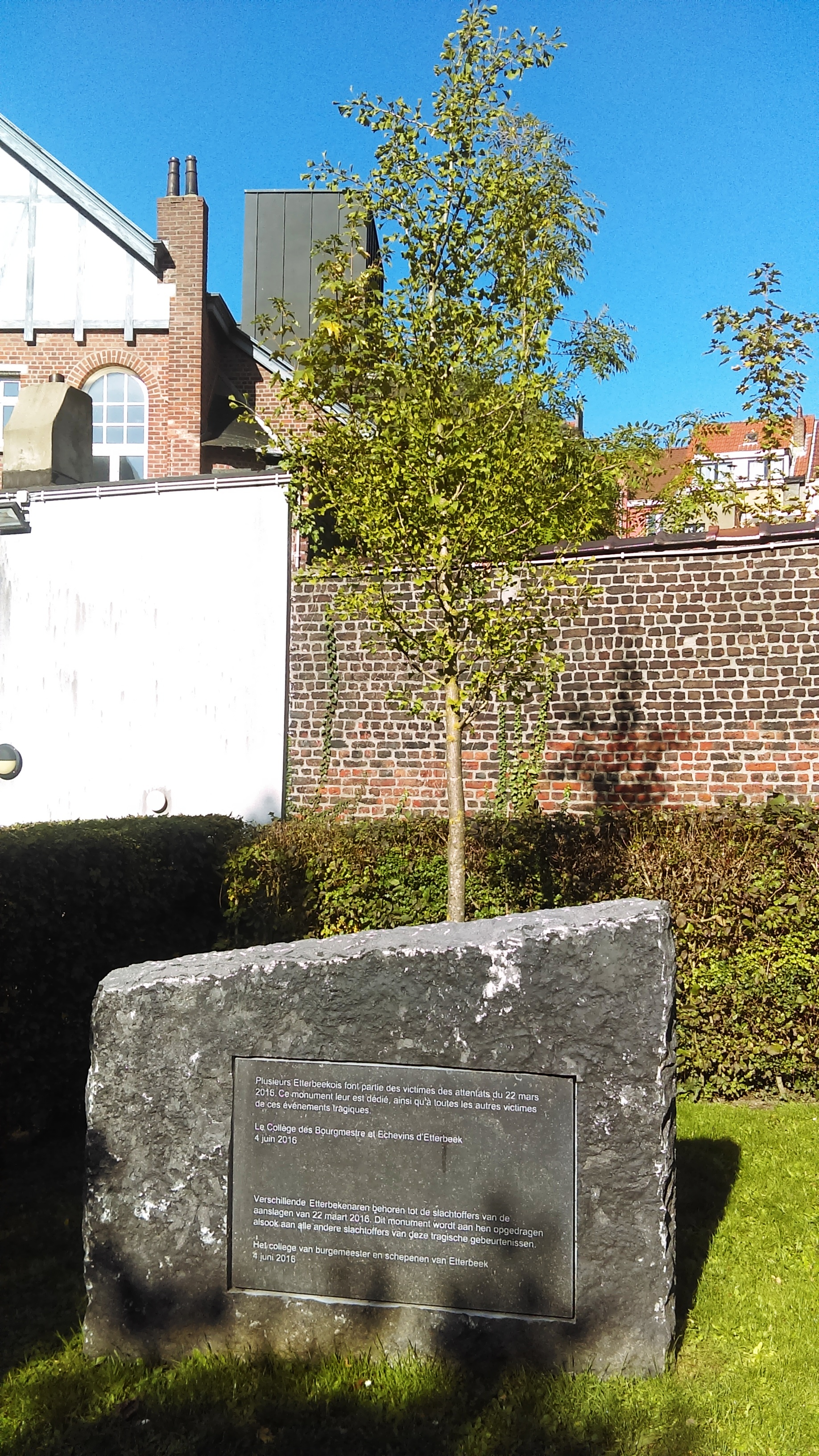
Gedenkstätte im Park Jean-Félix Hap in Etterbeek